# Malfeytia lacustris
Malfeytia lacustris är en insektsart som beskrevs av Victor Lallemand 1959. Malfeytia lacustris ingår i släktet Malfeytia och familjen lyktstritar. Inga underarter finns listade i Catalogue of Life.